# Tsagaan Chas

Flagge der Dayar Mongol

Tsagaan Chas (mongolisch Цагаан Хас, Weißes Hakenkreuz) ist eine mongolische Neonazi-Organisation. Sie soll nach eigenen Angaben ca. 3000 Mitglieder haben; Beobachter halten diese Zahl allerdings für übertrieben. Sie ist neben Blue Mongolia eine von mehreren neonazistischen Gruppen in der Mongolei.
Ein Mitbegründer der Organisation, der sich selbst „Big Brother“ nennt, beschreibt die Mission seiner Bewegung folgendermaßen: „Adolf Hitler war jemand, den wir respektieren. Er lehrte uns, wie wir nationale Identität bewahren […] Wir befürworten nicht seinen Extremismus und dass er den Zweiten Weltkrieg begonnen hat. Wir sind gegen all diese Morde, aber wir unterstützen seine Ideologie. Wir befürworten eher Nationalismus als Faschismus.“
Die Mitglieder der Gruppe tragen mitunter typische nationalsozialistische Kleidung und Devotionalien (Eisernes Kreuz, Hakenkreuzbinde) und benutzen die Geste „Sieg Heil“. Sie rechtfertigen den Gebrauch von Nazisymbolik, indem sie die asiatische Herkunft des Hakenkreuzes betonen. Auf Häuserwände gesprühte neonazistische Parolen tauchen in der Hauptstadt Ulaanbaatar vermehrt auf.
Die Mitglieder von Tsagaan Chas zeichnen sich durch ihre extrem anti-chinesische Gesinnung aus und sind demnach unter anderem gegen eine Heirat zwischen Mongolen und Chinesen. Ein Anhänger der Gruppe drückte diese Ansicht wie folgt aus: „Wir müssen sicherstellen, dass als Nation unser Blut rein bleibt. Es geht um unsere Unabhängigkeit […] Wenn wir anfangen, uns mit den Chinesen zu vermischen, werden sie uns langsam verschlucken. Die mongolische Gesellschaft ist nicht sehr reich. Fremde kommen mit viel Geld und könnten beginnen, uns unsere Frauen zu nehmen.“ Die Gruppe wird beschuldigt, Gewalt gegen Paare verschiedener Ethnien und andere zu fördern. Das Außenministerium der Vereinigten Staaten warnt inzwischen Reisende in der Region, da es in den vergangenen Jahren vermehrt Übergriffe auf Paare mit unterschiedlicher Hautfarbe gegeben hat.
Seit 2013 versucht die Gruppe, in der Öffentlichkeit verstärkt als Umweltschutzorganisation aufzutreten, um ausländische Minenbetreiber in der Mongolei zu bekämpfen.